# Palais des congrès de Tunis
Le palais des congrès de Tunis est un bâtiment tunisien situé sur l'avenue Mohamed-V à Tunis.

## Histoire
Il est construit en 1969 par l'architecte Del Monaco, en même temps que l’hôtel des congrès (actuel hôtel Laico Tunis) qui est confié à l'architecte Olivier-Clément Cacoub.
Il est réaménagé et agrandi en 1994 par les architectes Wassim Ben Mahmoud et Tarek Ben Miled.